# Castia gilos

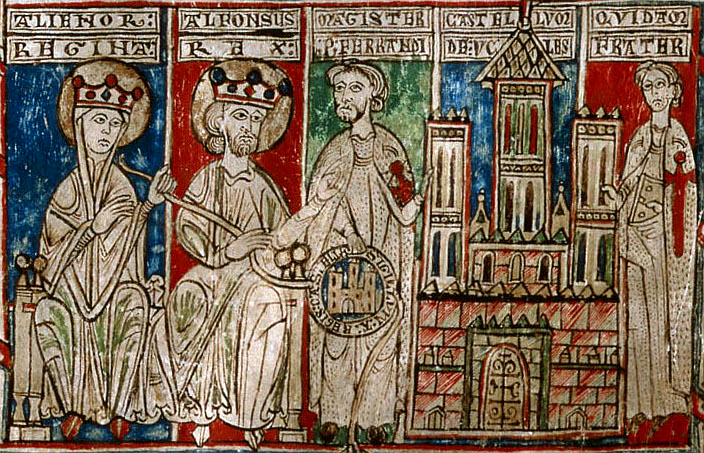
Leonor, Alfonso VIII y el juglar.

El Castia gilos es un poema escrito en occitano por el trovador Ramón Vidal de Besalú en el siglo XIII. 
La narración parte de un juglar que le explica a Alfonso de Barbastro en su corte aragonesa, en presencia del rey Alfonso VIII de Castilla y su mujer Leonor de Plantagenet, una serie de noticias. 
Los personajes centrales de la narración son tres, Alfonso de Barbastro, Elvira (mujer de Alfonso) y Bascol de Cotanda (caballero al servicio de Alfonso). 
La historia se desarrolla entre ellos tres. Los lausengiers de Alfonso de Barbastro le comunican que su mujer le es infiel con su mejor caballero, Bascol de Cotanda. Alfonso, desconcertado y aconsejado por los lausengiers decide hacer creer a su mujer que se va a una guerra; lo que pretende en realidad es volver por la noche y comprobar por él mismo si es verdad. Por la noche, Alfonso llama a la puerta de Elvira haciéndose pasar por el presunto amante, Bascol. Elvira que sospecha que su marido la está poniendo a prueba, lo deja entrar y, en medio de la oscuridad, empieza a apalearlo diciéndole que ella es una mujer casada y que lo hará colgar por querer aprovecharse de ella. Finalmente encierra a su propio marido en la habitación y se va a buscar Bascol de Cotanda, quien siempre ha estado enamorado de la esposa de su señor. Elvira, como venganza, decide pasar la noche con él, mientras su marido está encerrado en la otra habitación. Alfonso no se entera nunca de lo que su mujer ha hecho. 
El autor de la historia advierte con ella a los cortesanos sobre los celos, actitud que desestabiliza el sistema amoroso en que se basa la ética cortesana. Así, esta obra se podría considerar una burla de la tradición cortesana.